# Illiberis ussuriensis
Illiberis ussuriensis es una especie de mariposa de la familia Zygaenidae.
Fue descrita científicamente por Alberti en 1951.